# Melanotus yayeyamacola
Melanotus yayeyamacola is een keversoort uit de familie kniptorren (Elateridae). De wetenschappelijke naam van de soort is voor het eerst geldig gepubliceerd in 1974 door Kishii.